# Trafford (district)
Trafford (Metropolitan Borough of Trafford) is een Engels district in het stedelijk graafschap (metropolitan county) Greater Manchester en telt 236.000 inwoners. De oppervlakte bedraagt 106 km².
Van de bevolking is 16,2% ouder dan 65 jaar. De werkloosheid bedraagt 2,7% van de beroepsbevolking (cijfers volkstelling 2001). Old Trafford, het stadion van voetbalclub Manchester United, is gelegen in het district.

## Plaatsen in district Trafford
- Altrincham
- Partington
- Sale
- Stretford
- Timperley
- Urmston

## Civil parishesin district Trafford
- Carrington
- Dunham Massey
- Partington
- Warburton